# Huron (Kansas)
Pour les articles homonymes, voir Huron (homonymie).
Huron est une ville américaine située dans le comté d'Atchison, au Kansas. Selon le recensement de 2010, sa population est de 54 habitants.